# Dekanat Gdynia-Oksywie
Dekanat Gdynia Oksywie – jeden z 24 dekanatów katolickich archidiecezji gdańskiej, obejmujący obszar gdyńskich dzielnic: Oksywie, Babie Doły, Obłuże, Pogórze oraz gminy Kosakowo. Dziekanem od 20 lutego 2011 jest ks. prał. dr Sławomir Decowski – proboszcz parafii św. Andrzeja Boboli w Gdyni Obłuże.

## Parafie
W skład dekanatu wchodzi 9 parafii:
1. Parafia św. Michała Archanioła w Gdyni – Gdynia Oksywie, ul. Płk. Dąbka 1
2. Parafia Matki Boskiej Licheńskiej Bolesnej Królowej Polski i św. Jerzego w Gdyni – Gdynia Babie Doły, ul. Rybaków 1A
3. Parafia Ducha Świętego i św. Katarzyny Aleksandryjskiej w Gdyni – Gdynia Oksywie, ul. Zielona 11 D
4. Parafia św. Andrzeja Boboli w Gdyni – Gdynia Obłuże, Plac św. Andrzeja 1
5. Parafia św. Judy Tadeusza Apostoła w Gdyni – Gdynia Pogórze Dolne, ul. Adm. Józefa Unruga 150
6. Parafia św. Pawła Apostoła w Gdyni – Gdynia Pogórze Górne, ul. Kadm. Stanisława Mieszkowskiego 2
7. Parafia św. Antoniego Padewskiego w Kosakowie – Kosakowo, ul. Żeromskiego 77
8. Parafia Podwyższenia Krzyża Świętego w Pierwoszynie – Pierwoszyno, ul. Kaszubska 31
9. Parafia św. Rocha w Rewie – Rewa, ul. Morska 117 A

Na terenie dekanatu od 1 października 1991 znajduje się również siedziba dekanatu Marynarki Wojennej Ordynariatu Polowego Wojska Polskiego:
- Parafia Wojskowa Marynarki Wojennej RP pw. Matki Bożej Częstochowskiej w Gdyni (Kościół Garnizonowy Marynarki Wojennej RP) – Gdynia Oksywie, ul. Śmidowicza 47

## Sąsiednie dekanaty
Reda, Puck, Gdynia Chylonia, Gdynia Śródmieście, Marynarki Wojennej (Ordynariat Polowy WP)